# 1828년 미국 대통령 선거
1828년 미국 대통령 선거는 1828년 미국에서 치러진 대통령 선거로, 이전 선거에서 1위를 했었던 민주당의 앤드류 잭슨 후보가 당선된다

## 배경
1824년 대통령 선거에서, 앤드류 잭슨은 직접선거와 선거인단 투표에서 모두 1위를 하지만, 후보난립으로 과반을 넘지 못해 하원에서 재투표가 이뤄졌고, 헨리 클레이와 야합한 존 퀸시 애덤스가 당선된다. 이후 잭슨이 결과에 승복하며 애덤스를 돕기로 했음에도 불구하고, 애덤스 대통령은 클레이를 국무장관에 임명했고, 이는 국민들에게 큰 충격을 줬다. 이 여파는 계속 이어져, 1826년 중간선거에서 잭슨이 이끄는 민주공화당은 과반을 차지한다.

## 후보선출

### 민주당
애덤스 대통령 취임과 클레이 국무장관 임명파동 직후인 1825년, 민주공화당은 당원대회를 열고 앤드류 잭슨 전 상원의원과 존 C. 컬훈 부통령을 각각 차기 대통령, 부통령 후보로 지명한다

### 국민공화당
민주공화당이 앤드류 잭슨을 대선후보로 지명하며 민주당으로 변모하자, 애덤스파는 국민공화당을 창당하고 존 퀸시 애덤스 대통령을 대통령 후보로, 민주당에 간 부통령 대신 리차드 러시 외무장관을 부통령 후보로 지명한다

## 선거
선거는 네거티브전으로 치달았다
잭슨 후보는 아내인 레이첼 잭슨과의 재혼과정에서, 법적으로 이혼절차가 마무리되지 않았던 것과, 서부개척과정에서의 인디언 학살 등이 공격 대상이 되었다.
애덤스 대통령 역시, 러시아 대사 시절, 차르에게 미국인 소녀를 넘겨줬던 사실부터, 공금을 이용해 도박기계를 샀던 것이 공격대상이 되었다.(이는 체스판으로 밝혀졌다)

## 선거 결과
| 앤드류 잭슨    | 민주당     | 테네시     | 642,553   | 56%      | 178 |  |  |
| 존 퀸시 애덤스 | 국민공화당 | 매사추세츠 | 500,897   | 43.6%    | 83  |  |  |
| 계             | 계         | 계         | 1,148,018 | 100.00 % | 261 |  |  |

| 존 C. 컬훈    | 민주당     | 사우스캐롤라이나 | 171 |  |  |
| 리차드 러시   | 국민공화당 | 펜실베이니아     | 83  |  |  |
| 윌리엄 스미스 | 민주당     | 사우스캐롤라이나 | 7   |  |  |
| 계            | 계         | 계               | 261 |  |  |

### 주별 선거 결과
| 주               | 선거인단 | 득표                 | %                    | 득표                      | %                         | 득표  | %    | 전체      |
| 주               | 선거인단 | 앤드루 잭슨 (민주당) | 앤드루 잭슨 (민주당) | 존 Q. 애덤스 (국민공화당) | 존 Q. 애덤스 (국민공화당) | 기타  | 기타 | 전체      |
| ---------------- | -------- | -------------------- | -------------------- | ------------------------- | ------------------------- | ----- | ---- | --------- |
| 노스캐롤라이나   | 15       | 37,814               | 73.1%                | 13,918                    | 26.9%                     | 15    | 0.0% | 51,747    |
| 뉴욕             | 36       | 139,412              | 51.4%                | 131,563                   | 48.6%                     | 0     | 0.0% | 270,975   |
| 뉴저지           | 8        | 21,809               | 47.9%                | 23,753                    | 52.1%                     | 8     | 0.0% | 45,570    |
| 뉴햄프셔         | 8        | 20,212               | 45.9%                | 23,823                    | 54.1%                     | 0     | 0.0% | 44,035    |
| 델라웨어         | 3        | 0                    | 0.0%                 | 0                         | 0.0%                      | 0     | 0.0% | 0         |
| 로드아일랜드     | 4        | 820                  | 22.9%                | 2,755                     | 77.0%                     | 5     | 0.1% | 3,580     |
| 루이지애나       | 5        | 4,605                | 53.0%                | 4,082                     | 47.0%                     | 0     | 0.0% | 8,687     |
| 매사추세츠       | 15       | 6,012                | 15.4%                | 29,836                    | 76.4%                     | 3,226 | 8.3% | 39,074    |
| 메릴랜드         | 11       | 22,782               | 49.7%                | 23,014                    | 50.3%                     | 0     | 0.0% | 45,796    |
| 메인             | 9        | 13,927               | 40.0%                | 20,773                    | 59.7%                     | 89    | 0.3% | 34,789    |
| 미시시피         | 3        | 6,763                | 81.1%                | 1,581                     | 18.9%                     | 0     | 0.0% | 8,344     |
| 미주리           | 3        | 8,232                | 70.6%                | 3,422                     | 29.4%                     | 0     | 0.0% | 11,654    |
| 버몬트           | 7        | 8,350                | 25.4%                | 24,363                    | 74.2%                     | 120   | 0.4% | 32,833    |
| 버지니아         | 24       | 26,854               | 69.0%                | 12,070                    | 31.0%                     | 0     | 0.0% | 38,924    |
| 사우스캐롤라이나 | 11       | 0                    | 0.0%                 | 0                         | 0.0%                      | 0     | 0.0% | 0         |
| 앨라배마         | 5        | 16,736               | 89.9%                | 1,878                     | 10.1%                     | 4     | 0.0% | 18,618    |
| 오하이오         | 16       | 67,596               | 51.6%                | 63,453                    | 48.4%                     | 0     | 0.0% | 131,049   |
| 인디애나         | 5        | 22,201               | 56.6%                | 17,009                    | 43.4%                     | 0     | 0.0% | 39,210    |
| 일리노이         | 3        | 9,560                | 67.2%                | 4,662                     | 32.8%                     | 0     | 0.0% | 14,222    |
| 조지아           | 9        | 19,362               | 96.8%                | 642                       | 3.2%                      | 0     | 0.0% | 20,004    |
| 켄터키           | 14       | 39,308               | 55.5%                | 31,468                    | 44.5%                     | 0     | 0.0% | 70,776    |
| 코네티컷         | 8        | 4,448                | 23.0%                | 13,829                    | 71.4%                     | 1,101 | 5.7% | 19,378    |
| 테네시           | 11       | 44,293               | 95.2%                | 2,240                     | 4.8%                      | 0     | 0.0% | 46,533    |
| 펜실베이니아     | 28       | 101,457              | 66.7%                | 50,763                    | 33.3%                     | 0     | 0.0% | 152,220   |
| 전체             | 261      | 642,553              | 56.0%                | 500,897                   | 43.6%                     | 4,568 | 0.4% | 1,148,018 |

## 같이 보기
- 잭슨 민주주의
- 1828년 미국 하원의원 선거
- 1828년 미국 상원의원 선거

## 참고

### 주해
1. ↑  다음 주는 주 단위의 2명을 제외한 선거인단을 하원 선거구에 따라 선출하였다. 잭슨이 20명, 애덤스가 16명을 확보하였다.
2. ↑  다음 주는 주의회에서 선거인단을 선출하였다. 델라웨어 주의회는 국민공화당이 장악하고 있었다
3. ↑  다음 주는 별도로 지정된 선거구에 따라 선거인단을 선출하였다. 애덤스가 6명, 잭슨이 5명을 확보하였다.
4. ↑  다음 주는 주 단위의 2명을 제외한 선거인단을 하원 선거구에 따라 선출하였다. 애덤스가 8명, 잭슨이 1명을 확보하였다.
5. ↑  다음 주는 주의회에서 선거인단을 선출하였다. 사우스캐롤라이나 주는 민주당이 장악하고 있었다.
6. ↑  다음 주는 별도로 지정된 선거구에 따라 선거인단을 선출하였다. 잭슨이 11명을 모두 확보하였다.